# ایزیری ۸۲۰

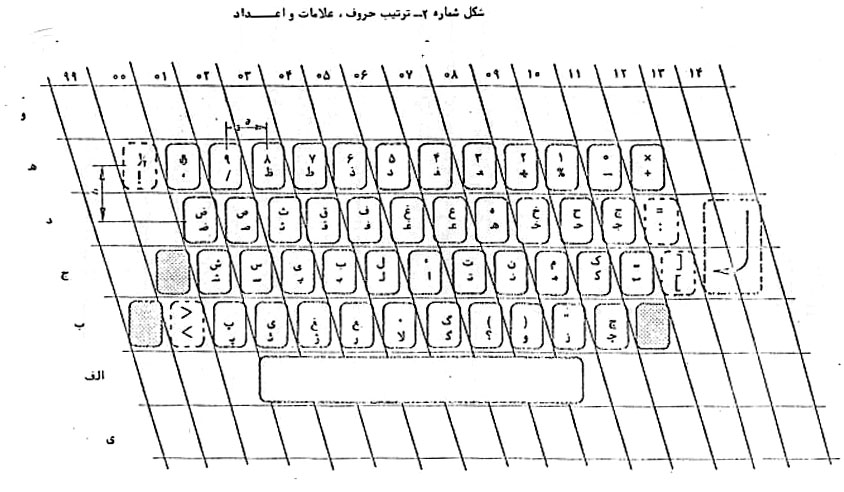
صفحه کلید فارسی ماشین تحریر بر اساس استاندارد ایزیری ۸۲۰

استاندارد ایزیری ۸۲۰ (ISIRI 820) استاندارد قرارگیری حروف فارسی در صفحه کلید ماششین تحریر بود که در سال ۱۳۵۲ به تصویب رسید.

## تاریخچه
در ابتدا ماشین تحریر برای زبان عربی اقتباس گردید که با روش کاملاً غیرمنطقی و غیرعلمی حروف عربی بر روی کلیدها پراکنده شده بودند و در نهایت همان ماشین تحریرها را با افزودن حروف مخصوص فارسی به ایران وارد شدند که نتیجهٔ کار باعث شد صفحه کلیدهای فارسی وارد شده به ایران برای زبان فارسی مناسب نباشند.
چون استاندارد کردن تعداد و شکل حروف و اعداد و علامات در ماشینهای تحریر فارسی ضروری بود کمیسیونی از نمایندگان تولیدکنندگان و مصرف‌کنندگان و برخی اشخاص ذی‌علاقه و خبره تشکیل شد و پس از بررسیهای جامعی که دربارهٔ این موضوع به عمل آورد تصمیم گرفت که اولاً حداقل تغییرات ممکن را در ترتیب حروف و اعداد و علامات به عمل آورد تا تایپیست‌هایی که به حروف سابق عادت کرده‌اند دچار سردرگمی نشوند و تعویض سنگین ماشین تحریرهای موجود به مردم و دولت وارد نشود و همچنین حروف، علامات و اعداد در ماشینهای تحریر فارسی از نظر تعداد، شکل و ترتیب استاندارد شوند تا کلیهٔ ماشین‌های تحریر که به صورت تجاری وارد کشور می‌شوند از جهات مذکور یکنواخت گردند.

## اهداف و فواید استاندارد ۸۲۰
فوائد عمدهٔ ناشی از این استاندارد عبارت خواهد بود از:
- آسان شدن کار تایپ برای ماشین‌نویس
- یکنواخت شدن تمام ماشین‌های تحریر در دستگاه‌های دولتی و خصوصی.
- تسهیل کارآموزی و فراگیری فن ماشین‌نویسی.
- کمک به ساده شدن طرح علامات و حروف و ساخت ماشین تحریر.

## یکنواخت کردن فونت
ابتدا قرار بود در این استاندارد حروف و علامت‌ها از نظر طرح و نما (به اصطلاح چاپخانه فیس) نیز یکنواخت گردد تا بتوان هر مطلبی را با هر ماشین از هر مارک که باشد به صورت یکنواخت تایپ کرد ولی چون این امر مغایر با ضروریات پیشرفت و بهتر شدن طرح‌ها و شکل‌های حروف و علامات بود و سلیقه‌ها نیز بسیار متنوع و مختلف بود لذا از استاندارد این امر صرف نظر شد.

## تغییرات در صفحهٔ فارسی قبل از استاندارد
این تغییرات طوری بود که هر ماشین‌نویس با اندکی تمرین می‌توانست به آسانی آن‌ها را فرا گیرد.
1. ابداع حرف مخصوصی برای ریال
2. دو حرف «لا» روی ماشین‌های تحریر بود که استاندارد ۸۲۰ آن‌ها را تبدیل به یکی کرد.
3. دو نوع همزه روی ماشینهای تحریر بود یکی ساکن و دیگری متحرک که هر دو را یکی کرد.
4. علامت‌های تنوین و نقل قول را از نظر طرح به یک شکل تبدیل نمود.
5. بین نقطه و صفر فرق گذاشت و برای هر کدام شکل خاصی در نظر گرفت که نتایج عملی بسیار داشت.
6. شکل اعداد «۴» و «۵» و «۶» را مشخص کرد و به خصوص «۵» را به شکل قلب تعیین کرد تا با صفر یا با «ه» اشتباه نشود.
7. جای‌های «پ» و «چ» به پایین صفحه در میان حروف برده شدند.
8. جای مد و تشدید نیز تغییر یافت.
9. برای علامت‌های بعلاوه، منها و ویرگول محل مناسب‌تری تعیین گردید<
10. چند تغییر مختصر دیگر

## کاربر
این استاندارد تا سال ۱۳۷۳ به عنوان تنها استاندارد صفحه‌کلید کاربرد داشت که پس از تغییراتی به عنوان یکی از بنیان‌های استاندارد ایزیری ۹۱۴۷ استفاده شد و در صفحه‌کلیدهای رایانه‌ای امروز کاربرد دارد.